# Victoria II
Victoria II es un videojuego de estrategia desarrollado por Paradox Development Studio y publicado por Paradox Interactive, lanzado el 13 de agosto de 2010. Es la secuela de otro videojuego de Paradox: Victoria: An Empire Under the Sun.
Virtual Programming publicó la versión Mac OS X del juego el 17 de septiembre de 2010.
Al igual que su predecesor, Victoria II permite al jugador tomar el control y la gestión de un Estado desde principios del siglo XIX hasta los primeros años del siglo XX, controlando los aspectos políticos, diplomáticos, económicos, militares y tecnológicos del mismo. El juego empieza en 1836  unos años después de las Guerras Napoleónicas y de la conferencia de Viena en 1815.

## Jugabilidad
| Requerimientos del sistema recomendados |                                                           |
| Sistema operativo                       | Windows XP/Vista/7                                        |
| CPU                                     | Intel® Pentium® IV 2.4 GHz or AMD Athlon XP 3500+ 2.4 GHz |
| RAM                                     | 2 GB                                                      |
| Espacio disponible                      | 2 GB                                                      |
| VRAM                                    | 256 MB                                                    |
| Sonido                                  | Compatible con DirectX                                    |
| Dispositivos de entrada                 | Teclado, mouse                                            |

Victoria II abarca el periodo que va desde el año 1836 hasta el inicio del 1936 y da la posibilidad de jugar con más de doscientas naciones. Al igual que su predecesor. Victoria II se centra en la gestión interna, que cubre la industrialización y el intercambio sociopolítico en un país. El juego se centra en varios puntos pasando desde un punto de vista militar hasta un punto de vista económico el cual llega a ser muy complejo ya que tiene un sistema de comercio con más de 50 productos. 
El juego posee medidores de puntaje, que determinan la posición de un país en el mundo: 
1. Prestigio: Es el reconocimiento y relevancia internacional de un estado. Puede ser ganado al ganar guerras, mediante el desarrollo de tecnologías culturales, eventos o decisiones, y en los países civilizados, aumenta automáticamente.
2. Puntuación industrial: Es la capacidad industrial de un país. Simboliza cuántas industrias y cuántos obreros se encuentran en el país. Las grandes potencias pueden invertir en otros países, aumentando también su propio puntaje.
3. Puntaje militar: Está determinado por 3 factores: 1) La cantidad de tropas, 2) La cantidad de grandes navíos, y 3) Las habilidades de sus comandantes.

Estos factores determinan si un país occidentalizado es una gran potencia, potencia secundaria, o simplemente un país civilizado.
La población de los países se dividen en varios grupos los cuales son culturales, religiosos, ocupaciones, regionales, sociales y políticos. Hay varios grupos diferentes de población o " pops ", incluyendo aristócratas, funcionarios, los capitalistas, empleados, artesanos, soldados, obreros y campesinos. Victoria II introduce dos nuevos grupos, los artesanos y los burócratas. Al igual que en otros títulos de la compañía de Paradox, Victoria incluye decisiones, objetivos los cuales pueden ser tomados por el jugador al lograr los requisitos necesarios. Un ejemplo de esto es la decisión de la construcción del Canal de Panamá.  
Victoria II contiene una serie de cambios y mejoras de su predecesor. La interfaz fue optimizada, y la automatización de diversas tareas fueron añadidas, como el comercio y la promoción de la población. El sistema educativo ha sido revisado por tener clero que educa a las personas de la misma religión, y cada grupo de población tiene un nivel de alfabetización propio. La educación y la alfabetización se reflejan en el sistema de puntos tecnológicos los cuales influyen de manera muy importante en la velocidad a la que uno puede investigar y ponerse delante de la carrera tecnológica. Además, el sistema de ideología fue ajustado para que la población sea más sensible a la hora de elegir al gobierno que los represente y a su vez a medida que avanza el juego la población es más propensa a rebelarse contra su gobierno ya sea por una reforma o para realizar un golpe de Estado con el objetivo de cambiar el tipo de gobierno. 

### Economía
El sistema económico en el Victoria II intenta simular el flujo de recursos en un mercado mundial. Cada provincia en el juego produce un recurso específico  en las operaciones de recolección de recursos o RGO de algunos recursos como el trigo, son principalmente demandadas por su población. Otros materiales, como el hierro, son consumidos por la industria, el objetivo siguen siendo negociable. La salida del sistema y el desempleo del Victoria 2 fue revisado para reflejar de mejor manera la fuerza del mercado. Si se dispone de los fondos y recursos, el jugador posee una amplia gama de opciones con todo lo necesario para construir su economía, siempre y cuando tenga acceso a las materias primas adecuadas. Todos los recursos pueden ser utilizados o producidos por la industria, local o extranjera. El juego también cuenta con un sistema para las naciones "incivilizadas" o preindustriales el cual refleja las diferencias entre estos países y los países "civilizados". A su vez, los países "incivilizados" pueden volverse "civilizados" por medio de reformas militares y económicas.  

### Diplomacia
Victoria II contiene una simulación política profunda reflejada en diferentes tipos de gobiernos, una nueva esfera de influencia para potencias, la diplomacia de cañonero y un nuevo sistema electoral con los gobiernos de la coalición y del Senado. La diplomacia en Victoria II es similar a la de otros títulos de Paradox: Cada país tiene un valor respecto de -200 a 200 que representa las relaciones diplomáticas entre 2 naciones. La diplomacia y las acciones del juego cambian esta relación y determina las decisiones de la IA. Sin embargo, Paradox Interactive expandió partes de este sistema. Objetivos de guerra de heredero al trono, aunque funciona de una manera ligeramente diferente a la del Europa Universalis III. Pueden añadirse más objetivos de guerra a medida que avanza la guerra, aunque esto afecta el temperamento de su población. La imposibilidad de lograr un objetivo de guerra aumentará la militancia de la población, lo cual puede conducir a revueltas. 
En el juego las grandes potencias (las 8 naciones con mayor puntaje de prestigio, capacidad industrial, y ejército) tienen opciones diplomáticas especiales no disponibles para otros países. Las grandes potencias tienen la capacidad de usar influencia. Esta puede utilizarse para crear esferas de influencia las cuales permiten a las potencias utilizar los recursos de los países que están en sus esferas de influencia. La lucha por la influencia de las grandes potencias sobre los demás países da una nueva dimensión a la diplomacia que no estaba presente en el Victoria original.

### Guerra
La guerra es considerada como una prioridad menor que la política y la economía en Victoria II, a pesar de que sigue el patrón básico que se utiliza en otros grandes juegos de estrategia de Paradox, con ejércitos que se mueven entre las provincias y que capturan el territorio enemigo. El sistema de combate básico es una combinación de los sistemas utilizados en Europa Universalis III, Europa Universalis: Roma y Hearts of Iron III. Un componente clave para luchar es el " combat width ": el número de unidades en un ejército en el frente de batalla, el cual es disminuido de acuerdo al avance tecnológico y aumenta o disminuye dependiendo del terreno, para simular el paso de ejércitos itinerantes a las líneas de trincheras continuas de la Primera Guerra Mundial. Varios aspectos de los militares han sido cambiados de Victoria. La unidad base equivale a una brigada de 3.000 unidades, los cuales se originan de las '' pops '' de soldados en una provincia en vez de una reserva de soldados de todo el país. Otra mecánica importante es el reconocimiento militar. Este es un valor que le da una bonificación (o penalización, si es bajo) de combate o para la captura de las provincias, en combate prolongado, sin embargo, el valor de reconocimiento disminuye. Existen varios tipos de unidades de tierra, entre ellos:
- Irregular: Consisten de soldados con armas tradicionales o de cuerpo a cuerpo. Principalmente usadas en las naciones incivilizadas. Requiere lana para abastecerse.
- Infantería: La unidad de combate base del juego. Formado por soldados con armas de fuego, durante el desarrollo del juego reciben constantemente mejoras de combate de acuerdo a las tecnologías desarrolladas por el jugador. Necesita constantemente armas de fuego, munición, y comida enlatada.
- Caballería: Comprendida por unidades montadas a caballos. Estas unidades y el resto de las unidades montadas (a excepción de los Coraceros) tienen reconocimiento, indispensable en el campo de batalla. Requieren solamente suministro de lana.
- Artillería: Cañones de campo usados para suprimir al enemigo y apoyar al ejército al que pertenece. Siempre se ubican detrás de la infantería, por lo tanto deben ser respaldadas por esta, caso contrario son objetivos fáciles. Requiere de mantenimiento comida enlatada y cañones.
- Coraceros: Unidades de caballería protegidos por corazas y cascos de hierro. Es la caballería más efectiva en combate, aunque no dispone de reconocimiento. Mediante avanza el juego, va quedando obsoleta. Necesitan los mismos recursos diarios para abastecerse que la infantería.
- Dragones: Unidades que combaten como caballería en la ofensiva, y como infantería en la defensiva. Ligeramente peores en combate que los coraceros, pero disponen de reconocimiento. Se considera una mejora total de la caballería normal. Precisa los mismos recursos diarios que la infantería.
- Húsares: Caballería ligera de alto reconocimiento y maniobrabilidad, aunque es sólo ligeramente más efectiva que la caballería base. Se suministra con los mismos recursos que la infantería.
- Ingenieros: Unidad que facilita el cruce de ríos y asedios. Es muy buena unidad en la defensiva, y ofrece una cantidad menor de apoyo que la artillería. Precisa de todos los bienes que la infantería utiliza, pero añadiéndole los explosivos.
- Guardias: Unidad de élite especializada en ataque, de mayor maniobrabilidad que la infantería, pero de peor defensa y mayor coste. Demandan los mismos recursos que la infantería
- Blindados: Desbloqueados con la tecnología militar del año 1900, son vehículos blindados o tanques usados para romper líneas enemigas. Son muy efectivos en el ataque, y son buenos asediando. Sin embargo, su costo de producción es muy elevado, dejándole disponible el costeo únicamente a las principales potencias. Requieren combustible, tanques, comida enlatada, y artillería.
- Aviones: Son aviones de combate que disponen de gran capacidad de reconocimiento y apoyo, pero con graves penalizaciones al atacar. También son bastante costosos, y recién se desbloquean con las tecnologías militares de 1919. Usan a diario combustible, aviones, armas de fuego y comida enlatada.[5]

### Industria
Este juego cuenta con un complejo sistema industrial, es algo muy importante ya que una parte de la puntuación de tu país viene de este campo. La industria se basa en la construcción de fábricas, no se pueden construir así como así ya que hay un límite por estado. Dependiendo de lo que produzcan las fábricas tendrán un costo u otro. Mediante el juego avance se pueden ir desbloqueando más fábricas mediante investigaciones en la rama de industria, así como mejoras para estas. Una fábrica beneficia en que traerá dinero, pero a su vez tiene un costo de mantenimiento. Las fábricas se pueden mejorar para aumentar la capacidad de trabajadores que puede albergar, y además el RGO de la provincia es un producto el cual se necesita para producir el bien de la fábrica se obtendrá un beneficio extra.

## Expansiones
Victoria II tiene dos expansiones principales, así como DLCs cosméticos.

### A House Divided
A House Divided fue anunciado en la E3 de 2011 como una expansión con el objetivo de "mejorar" los aspectos económicos y políticos del juego, con enfoque era de la guerra civil estadounidense". Fue lanzado el 2 de febrero de 2012, para Windows y el 30 de marzo del mismo año para OS X; actualmente la única forma de conseguirlo es descargándolo, incluye los siguientes agregados:
- Una nueva fecha de inicio en 1861, permitiendo al jugador experimentar la guerra civil estadounidense desde el inicio.
- La habilidad de elaborar razones para declararle la guerra a otros países.
- Para países no civilizados, varios nuevos caminos para reformarse y equipararse a las naciones occidentales.
- Para las grandes potencias la habilidad de invertir en la construcción de infraestructura y fábricas en otros países para fortalecer las relaciones con ellos.
- Un sistema político más profundo con nuevos objetivos nacionales y nuevos tipos de reformas.
- Un nuevo sistema de movimientos populares que pueden ser apaciguados o suprimidos, pero que si se ignoran, pueden volverse los revolucionarios del mañana.
- Una interfaz mejorada, con información fácilmente accesible y mejorando la jugabilidad.
- China está dividida en dos camarillas, conocidas como sub-estados, permitiendo más interacciones con el lejano oriente.

### Heart of Darkness
Esta expansión fue lanzada el 16 de abril de 2013, e incluye los siguientes agregados:
- Un sistema de colonización completamente nuevo.
- Un nuevo sistema de combate naval.
- Cambios significativos al combate terrestre (particularmente fuertes, asedios)
- Mejoras de alto nivel a la interfaz incluyendo varios nuevos tipos de mapas.
- La introducción de las crisis internacionales y varios eventos, permitiendo a las pequeñas naciones lograr sus objetivos con la ayuda de las grandes potencias.
- La introducción de los periódicos que proveen información sobre los eventos alrededor del mundo.
- Grandes retoques a la producción industrial.

### Otros DLC
Una serie de DLC menores se pusieron a venta para Victoria II. Estos casi no tienen efecto en la jugabilidad pero si alteran la apariencia y la música del juego, además son significativamente más baratos que sus contrapartes más extensas.

#### Packs de música
- Victoria II: Songs of the Civil War (Canciones de la guerra civil)[7]

Contenido exclusivo de pre-orden:
- Victoria II: Lament For The Queen (Lamentos por la reina)

#### Packs Cosméticos
- Victoria II: A House Divided – American Civil War Spritepack[8]
- Victoria II: German Unit Pack[9]
- Victoria II: Interwar Engineer Unit Pack[10]
- Victoria II: Interwar Cavalry Unit Pack[11]
- Victoria II: Interwar Spritepack[12]
- Victoria II: Interwar Artillery Spritepack[13]
- Victoria II: Interwar Planes Sprite Pack[14]

## Recepción
Victoria II recibió críticas generalmente favorables, logrando un promedio de 75% en Metacritic.
Gamespot dijo que había mucha menos microgestión que en su predecesor. El crítico declaró que: "Gracias a una interfaz y a tutoriales más amigables, Victoria II es mucho más jugable y disfrutable que su predecesor."
GameShark fue muchos menos entusiasta. El crítico dijo:"Como un juego de estrategia, Victoria II me frustra, es una orgía de detalles solo porque sí, aun así la información que realmente quiero nunca parece estar a mano. Las decisiones que hago parecen en su mayoría inconsecuentes, cambiando el juego solo por un lento proceso de acumulación. El modelado se ha sobrepuesto al diseño del juego. Ver Victoria II es hipnótico y frecuentemente impresionante. Desafortunadamente, solo querrás jugarlo ocasionalmente".
El lanzamiento de A House Divided significó un aumento de la valoración del juego alcanzando un porcentaje del 76% en Metacritic, y Heart of Darkness incrementó aún más las reseñas positivas, logrando un 81%. Gaming Nexus le dio al producto final un veredicto de 8.5 ("muy bueno") y comento que "después de un poco de parcheo y un par de expansiones, Victoria 2 está tomando forma, aún es profundo y con una curva asesina, pero está empezando a sentirse como un juego divertido más que un borrador bugeado"